# LEGO Universe
LEGO Universe var et massively multiplayer online game udviklet af NetDevil udgivet den 26. oktober 2010, med et tidligt startskud (8. oktober 2010) for LEGO-"grundlæggere", som bestod af brugere, der forudbestilte spillet. Det blev globalt distribueret af Warner Bros. Interactive Entertainment. Dets udgivelse blev udskudt fra det oprindelige estimat for 2009, sent i november 2008, og midt-2008. Spillet var tilgængeligt på engelsk og tysk. Serverne blev lukket permanent den 30. januar 2012.